# Cian Healy
Cian Eoin Healy (Dublino, 7 ottobre 1987) è un rugbista a 15 irlandese, pilone del Leinster in Pro14.

## Biografia
Dal 2006 alla franchise di Dublino del Leinster, Healy si mise in luce a livello internazionale presto; oltre a cogliere i primi successi d club fu chiamato nell'Irlanda A nel 2008, esordendo in tale selezione contro i pari categoria dell'Inghilterra.
A fine 2009, con un titolo di campione d'Europa di club nel palmarès, esordì anche in Nazionale maggiore a Dublino contro l'Australia; divenuto titolare, prese parte alla Coppa del Mondo di rugby 2011 in Nuova Zelanda, dove l'Irlanda giunse fino ai quarti di finale.
Nel 2012 incrementò il proprio palmarès di club con la vittoria nel suo terzo titolo di campione d'Europa, e l'anno successivo si aggiudicò il Pro12 e la Challenge Cup; successivamente, convocato per il tour in Australia dei British Lions, dovette abbandonare dopo la seconda partita a causa di una frattura alla caviglia senza mai prendere parte ad alcun test match previsto nel tour.
Nella vita privata Healy è legato sentimentalmente alla modella Holly Carpenter, Miss Irlanda 2011.

## Palmarès
- Pro12: 7
Leinster: 2007-08, 2012-13, 2013-14, 2017-18, 2018-19, 2019-20, 2020-21
- Heineken Cup: 3
Leinster: 2008-09, 2010-11, 2011-12
- Champions Cup: 1
Leinster: 2017-18
- Challenge Cup: 1
Leinster: 2012-13